# Bruchsee (Egelsbach)
Der Bruchsee ist ein kleines künstliches Stillgewässer in Egelsbach, Hessen.

## Geographie
Der Bruchsee befindet sich am Westrand von Egelsbach. 
Der See ist ca. 230 m lang und ca. 60 m breit.
Er hat eine Fläche von ca. 1,4 ha.
Der Bruchsee liegt im „Landschaftspark Bruchsee“ im Gewann „Krummes Feld“.
Am Nordrand des Sees fließt der Bach von der krausen Buche, welcher gut 50 Meter bachabwärts in den  Tränkbach mündet.

## Flora
Der Bruchsee liegt im „Landschaftspark Bruchsee“, einem parkähnlichen Wald und Wiesengelände.

## Geschichte und Etymologie
Der Bruchsee wurde für die Fischzucht angelegt.
Benannt wurde der See nach dem „Egelsbacher Bruch“.

## Varia
Nördlich des Bruchsees befindet sich ein zweiter kleiner Teich.
Erschlossen wird der Landschaftspark durch die Straße Im Bruch.
Am Ostrand des Bruchsees befindet sich ein Rondell mit Informationstafeln.
Südlich des Sees befindet sich die „Waldhütte Egelsbach“ der Gemeinde Egelsbach. Zwischen der Waldhütte und dem Bruchsee befindet sich ein Kinderspielplatz. Unweit davon befinden sich auch das Vereinsheim des Schützenvereins sowie das Naturfreundehaus.